# Campionati africani di atletica leggera 2016 - 800 metri piani maschili
La specialità degli 800 metri piani maschili ai Campionati africani di atletica leggera di Durban 2016 si è svolto il 22, 23 e 24 giugno 2016 al Kings Park Stadium.

## Risultati

### Batterie
Qualificazione: i primi 3 di ogni batterie (Q) ed i 4 più veloci degli esclusi (q) si qualificano in semifinale.
| Class | Gruppo | Atleta                | Nazione            | Tempo   | Note |
| ----- | ------ | --------------------- | ------------------ | ------- | ---- |
| 1     | 3      | Boaz Kiprugut         | Kenya              | 1:48.63 | Q    |
| 2     | 3      | Sampson Laari         | Ghana              | 1:48.80 | Q    |
| 3     | 4      | Jacob Rozani          | Sudafrica          | 1:49.91 | Q    |
| 4     | 3      | Kabelo Mohlosi        | Sudafrica          | 1:49.94 | Q    |
| 5     | 1      | Nijel Amos            | Botswana           | 1:50.19 | Q    |
| 6     | 4      | Bacha Morka           | Etiopia            | 1:50.25 | Q    |
| 7     | 3      | Nyasha Mutsetse       | Zimbabwe           | 1:50.34 | q    |
| 8     | 1      | Albertino Mamba       | Mozambico          | 1:50.39 | Q    |
| 9     | 4      | Mohammad Dookun       | Mauritius          | 1:50.88 | Q    |
| 10    | 1      | Moussa Camara         | Mali               | 1:51.08 | Q    |
| 11    | 1      | Dey Dey               | Sudan del Sud      | 1:53.20 | q    |
| 12    | 3      | Fathi Ahmed Adam      | Sudan              | 1:53.82 | q    |
| 13    | 3      | Abraham Matet         | Sudan del Sud      | 1:54.85 | q    |
| 14    | 4      | Abraham Guot Thon     | Sudan del Sud      | 2:02.03 |      |
| 15    | 2      | Benedicto Makumba     | Malawi             | 2:02.22 | Q    |
| 16    | 2      | Boitumelo Masilo      | Botswana           | 2:02.57 | Q    |
| 17    | 2      | Rynhardt van Rensburg | Sudafrica          | 2:02.81 | Q    |
| N.D.  | 1      | Yobsan Girma          | Etiopia            | dns     |      |
| N.D.  | 1      | Benjamín Enzema       | Guinea Equatoriale | dns     |      |
| N.D.  | 1      | Lumpongu              | RD del Congo       | dns     |      |
| N.D.  | 2      | Abubaker Kaki Khamis  | Sudan              | dns     |      |
| N.D.  | 2      | Feysal Mohamed Adan   | Somalia            | dns     |      |
| N.D.  | 2      | Daniel Nghipandulwa   | Namibia            | dns     |      |
| N.D.  | 2      | Adisa Girma           | Etiopia            | dns     |      |
| N.D.  | 3      | Eric Nzikwinkunda     | Burundi            | dns     |      |
| N.D.  | 4      | Kevin Bobando         | Rep. del Congo     | dns     |      |
| N.D.  | 4      | Samuel Yaro           | Ghana              | dns     |      |
| N.D.  | 4      | Lamin Keita           | Gambia             | dns     |      |
| N.D.  | 4      | Gift Ngwenya          | Zimbabwe           | dns     |      |

### Semifinale
Qualificazione: i primi 3 di ogni batterie (Q) ed i 2 più veloci degli esclusi (q) si qualificano in finale.
| Class | Gruppo | Atleta                | Nazione       | Tempo   | Note |
| ----- | ------ | --------------------- | ------------- | ------- | ---- |
| 1     | 2      | Albertino Mamba       | Mozambico     | 1:48.36 | Q    |
| 2     | 2      | Sampson Laari         | Ghana         | 1:48.46 | Q    |
| 3     | 2      | Jacob Rozani          | Sudafrica     | 1:48.48 | Q    |
| 4     | 2      | Boitumelo Masilo      | Botswana      | 1:48.52 | q    |
| 5     | 2      | Nyasha Mutsetse       | Zimbabwe      | 1:49.69 | q    |
| 6     | 1      | Nijel Amos            | Botswana      | 1:49.91 | Q    |
| 7     | 1      | Rynhardt van Rensburg | Sudafrica     | 1:50.55 | Q    |
| 8     | 1      | Kabelo Mohlosi        | Sudafrica     | 1:51.30 | Q    |
| 9     | 1      | Moussa Camara         | Mali          | 1:51.59 |      |
| 10    | 1      | Mohammad Dookun       | Mauritius     | 1:52.45 |      |
| 11    | 1      | Dey Dey               | Sudan del Sud | 1:52.91 |      |
| 12    | 1      | Fathi Ahmed Adam      | Sudan         | 1:53.39 |      |
| 13    | 2      | Bacha Morka           | Etiopia       | 1:56.21 |      |
| 14    | 2      | Benedicto Makumba     | Malawi        | 2:00.46 |      |
| N.D.  | 1      | Boaz Kiprugut         | Kenya         | dq      |      |
| N.D.  | 2      | Abraham Matet         | Sudan del Sud | dq      |      |

### Finale
| Class   | Atleta                | Nazione   | Tempo   | Note |
| ------- | --------------------- | --------- | ------- | ---- |
| Oro     | Nijel Amos            | Botswana  | 1:45.11 |      |
| Argento | Jacob Rozani          | Sudafrica | 1:45.38 |      |
| Bronzo  | Rynhardt van Rensburg | Sudafrica | 1:46.15 |      |
| 4       | Boitumelo Masilo      | Botswana  | 1:46.16 |      |
| 5       | Albertino Mamba       | Mozambico | 1:46.34 |      |
| 6       | Sampson Laari         | Ghana     | 1:47.62 |      |
| 7       | Kabelo Mohlosi        | Sudafrica | 1:50.00 |      |
| 8       | Nyasha Mutsetse       | Zimbabwe  | 1:50.90 |      |